# Lương Bích Hữu
Lương Bích Hảo (tiếng Trung: 梁碧好), thường được biết đến với nghệ danh Lương Bích Hữu (tiếng Trung: 梁碧友; bính âm: Liáng Bìyǒu, sinh ngày 1 tháng 9 năm 1984), là một nữ ca sĩ, nhạc sĩ, diễn viên kiêm người mẫu người Việt gốc Hoa.

## Tiểu sử
Lương Bích Hữu sinh ngày 1 tháng 9 năm 1984, còn có biệt danh là A Mí, được người hâm mộ gọi thân mật là chị Bảy, là con thứ 4 trong một gia đình có 5 chị em gái, tại quận 8, Thành phố Hồ Chí Minh. Tên tiếng Hoa trong khai sinh của cô là 梁碧好. Khi dịch tên ra tiếng Việt, người dịch lúc ấy đã dịch sai tên thật từ “Hảo” (好) thành “Hữu” (友). Và cô đã lấy tên Lương Bích Hữu làm nghệ danh.
Năm 12 tuổi, trong một cuộc thi cấp quận, cô và một số người bạn đã giành giải nhất với tiết mục "Cô gái Bích Lan Hương" sau đó bắt đầu sinh hoạt tại Nhà Thiếu nhi quận 5.
Sau khi học hết lớp 12, Lương Bích Hữu đậu vào Khoa Thanh nhạc của Nhạc viện Thành phố Hồ Chí Minh, mơ ước chính của cô lúc bấy giờ là sau này sẽ trở thành giảng viên thanh nhạc thật giỏi, vừa có thể gần gũi với việc ca hát, vừa "không trở thành ca sĩ" theo ý gia đình.

## Sự nghiệp
Năm 2003, Lương Bích Hữu tham gia cuộc thi Tiếng hát Truyền hình Thành phố Hồ Chí Minh và lọt vào tới vòng bán kết. Cũng từ đây, cô được nhạc sĩ Nguyễn Hà chú ý và mời về công ty Nguyễn Production do anh làm giám đốc. Nhưng sang năm 2004, Bích Hữu lại quyết định đầu quân về công ty Thế giới Giải Trí do nhạc sĩ Quang Huy làm giám đốc. Công ty này cũng sắp xếp cho cô tham gia nhóm nhạc dưới tên H.A.T với 3 thành viên: Lương Bích Hữu, Phạm Quỳnh Anh, Thu Thủy (sau này là Ngô Quỳnh Anh).
Sau đó một thời gian, H.A.T tan rã, Lương Bích Hữu quyết định quay về công ty Nguyễn Production và chính thức phát hành album đầu tay mang tên Cô gái Trung Hoa. 4 bài trong tổng số 6 bài hát của Lương Bích Hữu trong album trên vào top của các trang web nghe nhạc trực tuyến sau 2 tuần.
Ngày 28 tháng 7 năm 2006, Lương Bích Hữu có liveshow cùng tên "Cô gái Trung Hoa".
Ngày 3 tháng 1 năm 2007, Lương Bích Hữu phát hành album Vol.2 Ây da Ây da.
Thời gian sau, Lương Bích Hữu lại được công ty quản lý của mình sắp xếp cho tham gia một nhóm nhạc nữ khác dưới tên Ngũ Long Công Chúa với 5 thành viên: Lương Bích Hữu, Yến Trang, Yến Nhi, Minh Trang, Bích Trâm. Tuy nhiên, nhóm nhạc này hoạt động được một khoảng thời gian khá ngắn rồi cũng tan rã.

### Hoạt động solo
Từ sự cố rã nhóm Ngũ Long Công Chúa, Bích Hữu cũng hết hạn hợp đồng với Nguyễn Production, cô đã từ chối đề nghị gia hạn hợp đồng và trở thành một ca sĩ tự do.
Ngày 2 tháng 12 năm 2008, cô cho ra mắt album thứ 3 mang tên "It's Not Over". Trong ngày đầu tiên phát hành, album đã tiêu thụ được 3000 bản.
Năm 2009, Lương Bích Hữu thành lập công ty mang tên Khải Sao Entertainment và cô đã tung ra album DVD single mang tên "Cô gái Trung Hoa trở lại" gồm video clip một số ca khúc trong album "Chưa dừng lại" cộng với một bản remix ca khúc Cô gái Trung Hoa với tên gọi "Cô gái Trung Hoa trở lại".
Năm 2010, Lương Bích Hữu phát hành album MV với tên gọi "Story of Time" (Câu chuyện của thời gian) phát sóng độc quyền trên kênh Yeah1TV nói về câu chuyện của một cô gái theo thời gian. Sau đó, Lương Bích Hữu đã có một chuyến lưu diễn đầu tiên ở Đài Bắc và vai diễn đầu đời với vai Hạnh Như trong bộ phim "Màu của tình yêu", đóng cặp với ca sĩ Thiên Vương (thành viên nhóm nhạc MTV) .
Cuối năm 2010, Lương Bích Hữu cho ra đời album vol 4 "Gọi tên nhau mãi" bao gồm 7 ca khúc là những sáng tác mới nhất của các nhạc sĩ như Nguyễn Hoàng Duy, Khoa Tất...
Năm 2011, Lương Bích Hữu tiếp tục xuất hiện trên truyền hình với vai trò là một diễn viên khi vào vai Kim Ngọc trong bộ phim "Chuyện tình làng hoa". Cô đóng vai người con thứ hai của hai nhân vật do NSUT Hoài Linh (vai ông Sáu) và cố ca sĩ Phi Nhung (vai bà Ba Huệ) đảm nhận. 
Sau đó, cô phát hành MV mới "Em đẹp nhất đêm nay" và một album mới mang tên "Lương Bích Hữu Collection 2011" tập hợp 7 ca khúc thuộc nhiều thể loại âm nhạc khác nhau.
Đầu tháng 10 năm 2011, cô lần đầu tham gia vào một vở nhạc kịch dành cho thiếu nhi mang tên "Cổ tích xứ Boom" với vai công chúa Mắt Biếc.
Năm 2012, Lương Bích Hữu phát hành 3 sản phẩm âm nhạc: single "Em yêu anh", single "Quên cách yêu" (cả 2 bài hát này có 2 phiên bản tiếng Việt và tiếng Trung phổ thông), album "Cô nàng đẹp trai" và một mini show cùng tên được tổ chức ngay sau đó. Ngoài ra, vào dịp Giáng Sinh, cô cũng cho ra mắt MV "Tình thương mãi mãi đêm giáng sinh" đã được quay từ trước khá lâu.
Năm 2013, Lương Bích Hữu phát hành mini album "Học cách đi một mình" và album "Người lạ từng yêu" là sự kết hợp cùng nhóm Tam Hổ. Sau đó, Lương Bích Hữu tiếp tục phát hành album bolero "Đứt từng đoạn ruột" vào đúng ngày sinh nhật của cô. Ca khúc chủ đề album đã nhận được giải thưởng "Ca khúc mang âm hưởng dân ca được yêu thích nhất" trong chương trình Zing Music Awards 2013 do cộng đồng mạng bình chọn.
Vào gần cuối năm 2013, cô phát hành một single song ca mang tên "Có kiếp sau không" với ca sĩ Đan Trường và quyết định thử sức ở lĩnh vực hài kịch với sự góp mặt trong 3 tiểu phẩm thuộc chuỗi chương trình "Nụ cười xuân" của danh hài Nhật Cường.
Năm 2014, Lương Bích Hữu cho ra mắt album mới mang tên "Anh muốn chia tay phải không?", single hợp tác đầu tiên của cô với ca sĩ Ngô Kiến Huy mang tên "Vội vã yêu nhau vội vã rời" và album "Mình cưới nhau nhé" cũng là sự kết hợp lần đầu cùng ca sĩ Hồ Quang Hiếu.
Năm 2015, Lương Bích Hữu phát hành 2 mini album với tên gọi "Em chọn cô đơn" và "Đến sau phải lau nước mắt" trong khi vẫn đang thực hiện chuyến lưu diễn dài hạn tại Canada. Sau khi trở về nước một khoảng thời gian khá dài từ chuyến lưu diễn tại Mỹ, cô phát hành thêm một album nữa với tên gọi "Hữu với dance" gồm 6 ca khúc cũ được DJ Phơ Nguyễn remix lại theo phong cách hoàn toàn mới. Cuối tháng 9 năm 2015, cô lại tiếp tục cho ra mắt một single mới mang tên "Tình yêu trong vòng tay" với 2 phiên bản tiếng Việt và tiếng Trung, đi kèm là MV phiên bản Hoa của ca khúc. Không lâu sau đó, MV phiên bản Việt của ca khúc cũng được ra mắt.
Năm 2016, Lương Bích Hữu khởi động các dự án âm nhạc mới của mình trong năm bằng việc cho ra mắt single "Người ta nói đúng", một sáng tác mới của nhạc sĩ Hamlet Trương vào đúng dịp "Lễ Tình Nhân". Vào tháng 11 năm 2016, cô tiếp tục phát hành một single mới với tựa đề "Vì em cố chấp", đánh dấu sự hợp tác lần đầu tiên của cô và nhạc sĩ Nguyễn Hồng Thuận.
Năm 2017, Lương Bích Hữu cho ra mắt single dance "Party girl" với 2 phiên bản tiếng Việt và tiếng Hoa cho ca khúc chủ đề, bên cạnh đó là những ca khúc cũ được remix lại trong dịp Tết Nguyên Đán. Vào đầu tháng 10 năm 2017, cô tiếp tục phát hành single mới "Đắm trong cay đắng" là sáng tác của một nhạc sĩ hải ngoại viết dành tặng riêng cho cô.
Năm 2018, Lương Bích Hữu phát hành MV "Đắm trong cay đắng" với phần nhạc ballad được phối mới cùng audio phiên bản mới của ca khúc này. Vào dịp Tết Nguyên Đán, Bích Hữu cho ra mắt single "Hạnh phúc đầu xuân", một ca khúc do chính cô sáng tác. Đầu tháng 6 năm 2018, Lương Bích Hữu phát hành single "Mỉm cười cho qua", một sáng tác của nhạc sĩ Hamlet Trương. Tiếp đó, vào tháng 11 cùng năm, cô tiếp tục phát hành single "Anh chưa từng", single đánh dấu sự hợp tác lần đầu tiên của cô và nhạc sĩ Vương Anh Tú.
Năm 2019, Lương Bích Hữu cho ra mắt single "Hôm nay con bận rồi", đánh dấu lần đầu tiên hợp tác giữa cô và nhạc sĩ Bùi Công Nam. Không lâu sau đó, MV cùng tên cũng được ra mắt.
Năm 2021, Lương Bích Hữu phát hành single "Thanh xuân em là nụ cười anh", ca khúc chủ đề là một bài hát nhạc Hoa do nhạc sĩ Hamlet Trương viết lời Việt.
Năm 2022, Lương Bích Hữu đã làm "bùng nổ" truyền thông cũng như các trang mạng xã hội với màn lộ diện ở chương trình "The Masked Singer Vietnam - Ca Sĩ Mặt Nạ" mùa đầu tiên trong mascot "Kim Sa Ngư". Ở màn lộ diện này, Lương Bích Hữu đã thể hiện lại bài hát "Xem như em chẳng may", ca khúc cô đã trình bày ở tập đầu tiên với 2 màu giọng hoàn toàn khác biệt khiến cho tập 7 của chương trình lập tức gây "bão", chiếm vị trí số 1 trên danh sách những video được xem nhiều nhất của Youtube. Sau đó, Lương Bích Hữu cũng đã phát hành bản audio chính thức của ca khúc này do cô thể hiện với hai màu giọng khác nhau và bài hát cô đã trình diễn trong tập 7 của chương trình "The Masked Singer - Ca Sĩ Mặt Nạ" - "Em vẫn tin vào tình yêu ấy", một sáng tác mới của nhạc sĩ Tú Dưa (cựu thành viên nhóm nhạc Quả Dưa Hấu), nhằm tri ân tình cảm của khán giả.
Năm 2023, vào dịp Tết Dương Lịch, Lương Bích Hữu đã cho ra mắt MV mới là "Cái Tết "Giàu"", một bài hát nói về tình cảm giữa các thành viên trong gia đình dành cho nhau khi dịp Tết đến với sự kết hợp lần đầu cùng ca sĩ Đông Nhi và lần thứ hai với nhạc sĩ Bùi Công Nam. Sau đó, vào dịp "Lễ Tình Nhân", cô đã phát hành single "Sai vì tin anh" với sự kết hợp mới cùng nhạc sĩ Duy Anh.
Năm 2024, sau rất nhiều năm tạm ngưng đóng phim để tập trung cho âm nhạc, vào tháng 5, Lương Bích Hữu tái xuất với "nghệ thuật thứ 7" khi lần đầu tiên góp mặt với vai nữ chính trong bộ phim điện ảnh mang tên "Án mạng lầu 4", một bộ phim thuộc thể loại tâm lý, giật gân, được Việt hoá từ bộ phim đã từng rất được yêu thích tại Iran. Ở bộ phim mới này, cô vào vai Đình Đình, lần đầu tiên được đóng cặp với ca sĩ, diễn viên Trương Thế Vinh. Cả hai thủ vai một đôi vợ chồng trẻ sống tại khu chung cư, đang hạnh phúc chuẩn bị cho việc đi định cư tại nước ngoài thì biến cố lại bất ngờ ập đến khi người hàng xóm bỗng dưng gõ cửa nhờ cả hai trông hộ một đứa trẻ và sau đó, họ phát hiện ra rằng đứa bé đã mất.....Đặc biệt, trong bộ phim này, Lương Bích Hữu không chỉ tham gia với vai trò nữ chính mà còn là ca sĩ thể hiện ca khúc chủ đề là "Tự Vấn" do chính cô sáng tác.  
Vào cuối tháng 8 cùng năm, Lương Bích Hữu bất ngờ được mời tham gia cuộc thi âm nhạc mang tên "Our Song - Bài Hát Của Chúng Ta". Trong chương trình này, cô sẽ xuất hiện với vai trò là một trong số những thành viên thuộc đội "OG" (Old Generations - Thế hệ truyền lửa) và sẽ kết hợp với các thành viên của đội "Gen Z" (Thế hệ kế thừa) để tạo ra những màn trình diễn mới lạ và đặc sắc. Sau hơn ba tháng tranh tài, trong đêm chung kết và trao giải của cuộc thi đã được phát sóng vào tối ngày 24/11 và 1/12/2024, cô và đồng đội của mình là rapper OgeNus đã giành được vị trí đồng Á quân chung cuộc với số điểm bình chọn từ khán giả trường quay là 468 điểm, xếp sau hai cặp đôi còn lại trong top 3 là Thu Minh - Vũ Thảo My (479 điểm) và Thanh Lam - Orange (472 điểm).  
Ngoài ra, cô cũng xuất hiện với vai trò ban giám khảo của nhiều cuộc thi truyền hình thực tế như: Hát mãi ước mơ, Gương mặt thân quen, Bài hát hay nhất - Big song big deal, Ngôi sao 30s, Đấu trường âm nhạc…

## Phong cách
Mặc dù Lương Bích Hữu xây dựng một hình ảnh nhí nhảnh, dễ thương nhưng ở giai đoạn đầu của sự nghiệp, có lúc, hình ảnh của cô lại mang phong cách khá nổi loạn với kiểu tóc, màu tóc cá tính, style ăn mặc mạnh mẽ, bụi bặm. Ở giai đoạn này, giọng hát của cô cũng có phần ngọt ngào và đáng yêu. Tuy nhiên, khi bước sang giai đoạn trưởng thành hơn thì Lương Bích Hữu lại theo đuổi phong cách âm nhạc trầm buồn, giọng hát có phần thay đổi nên phong cách cũng chuyển sang dịu dàng và sang trọng hơn.

## Đời tư
Trong đêm trao giải Zing Music Awards 2014 diễn ra tối 5.1.2015 tại Nhà hát Hòa Bình (TP.HCM), Khánh Đơn bất ngờ cầu hôn Lương Bích Hữu dù rằng cô đang lưu diễn ở Canada.
2 người khẳng định có quan hệ với nhau sau khi Khánh Đơn ly hôn. Tuy vậy, vợ Khánh Đơn khẳng định Lương Bích Hữu ngoại tình với chồng mình từ năm 2012, khi cô vừa mới sinh con 2 tháng.
Có tin đồn cô có bầu với Khánh Đơn nhưng nhạc sĩ này đã phủ nhận, còn Lương Bích Hữu không phủ nhận nhưng cũng không khẳng định tin này. Tuy vậy cô đã mặc váy bầu đi diễn show.. Cuối năm 2015, trong một bài phỏng vấn, Khánh Đơn đã bất ngờ lên tiếng xác nhận việc vị nhạc sĩ này và Lương Bích Hữu đã không còn đi chung với nhau trên con đường tình cảm lẫn âm nhạc.

## Giải thưởng
- Giải nhất toàn quận với tiết mục "Cô gái Bích Lan Hương" năm 1996[13]
- Giải Năm: Hội thi đơn ca tiếng Hoa lần XIII năm 2000[13]
- Giải Ba: Hội diễn văn nghệ quần chúng chào mừng 70 năm ngày thành lập MTDTTN Việt Nam năm 2000[13]
- Giải Nhất: Liên hoan tiếng hát truyền thống "Âm vang giai điệu hào hùng" năm 2002[13]
- ZING ALBUM 2008: Album Vol.3 It's not over - Chưa dừng lại[13]
- Giải thưởng Zing Music Awards 2013 (do cộng đồng mạng bình chọn)hạng mục “Ca khúc mang âm hưởng dân ca được yêu thích nhất”: ca khúc chủ đề của album “Đứt từng đoạn ruột”[14]
- Á quân Our song - Bài hát của chúng ta 2024[15]

## Âm nhạc

### Album
- Anh không muốn bất công với em 2, 2004
- We are H.A.T, 2005
- Cô gái Trung Hoa (Vol.1), 2005
- Ây da ây da (Vol.2), 2007
- It's Not Over (Vol.3), 2008
- Cô gái Trung Hoa trở lại, 2009
- Story Of Time, 2010
- Gọi tên nhau mãi (Vol.4), 2010
- Lương Bích Hữu Collection 2011, 2011
- Cô nàng đẹp trai, 2012
- Học cách đi một mình, 2013
- Người lạ từng yêu (ft. Tam Hổ), 2013
- Đứt từng đoạn ruột, 2013
- Có kiếp sau không (ft. Đan Trường), 2013
- Anh muốn chia tay phải không?, 2014
- Mình cưới nhau nhé (ft. Hồ Quang Hiếu), 2014
- Em chọn cô đơn, 2015
- Đến sau phải lau nước mắt, 2015
- Hữu với dance (DJ Phơ Nguyễn), 2015
- Tình yêu trong vòng tay, 2015
- Người ta nói đúng, 2016
- Party girl, 2017

### Single
- Em yêu anh, 2012
- Quên cách yêu, 2012
- Vội vã yêu nhau vội vã rời (ft. Ngô Kiến Huy), 2014
- Vì em cố chấp, 2016
- Đắm trong cay đắng, 2017
- Đắm trong cay đắng (New Vesion), 2018
- Hạnh phúc đầu xuân, 2018
- Mỉm cười cho qua, 2018
- Anh chưa từng, 2018
- Hôm nay con bận rồi, 2019
- Thanh xuân em là nụ cười anh, 2021
- Xem như em chẳng may, 2022
- Em vẫn tin vào tình yêu ấy, 2022
- Cái Tết "Giàu"  (ft. Đông Nhi), 2023
- Sai vì tin anh, 2023
- Tự vấn (OST Án Mạng Lầu 4), 2024

### MV
- Cún yêu
- Người ta nói đúng
- Party girl
- Đắm trong cay đắng
- Em đẹp nhất đêm nay
- Anh chưa từng
- Cô gái Trung Hoa trở lại
- Tình sắc muôn màu
- It's not over
- Nước mắt hóa đá
- Hôm nay con bận rồi
- Cô gái Trung Hoa
- Dằm trong tim
- Giận nhau để yêu anh nhiều hơn
- Vội vã yêu nhau vội vã rời (ft. Ngô Kiến Huy)
- Trễ hẹn nữa rồi
- Một ngày đẹp trời
- Khi mới biết yêu
- Vẫn mãi yêu anh
- Học cách đi một mình
- Tình yêu dành cho nhau (ft. Ưng Hoàng Phúc) (Animation)
- Đón đưa (ft. Quang Vinh)
- Wo ai ni (ft. Khánh Phương) (Animation)
- Hữu tình (ft. Thu Thủy) (Animation)
- Phút giây đầu tiên (ft. Cao Thái Sơn)
- Sẽ luôn đợi nhau (ft. Đăng Khôi)
- Em yêu anh
- Quên cách yêu
- Người lạ từng yêu (ft.Tam Hổ)
- Đứt từng đoạn ruột
- Anh muốn chia tay phải không
- Tình yêu trong vòng tay
- Người ta nói đúng
- Đắm trong cay đắng
- Ngày mai tươi sáng
- Hôm nay con bận rồi
- Thanh xuân em là nụ cười anh
- Em vẫn tin vào tình yêu ấy
- Cái Tết "Giàu" (ft. Đông Nhi)
- Sai vì tin anh

## Diễn xuất

### Phim

#### Truyền hình
| Năm  | Phim                 | Vai diễn |
| ---- | -------------------- | -------- |
| 2010 | Màu của tình yêu     | Hạnh Như |
| 2011 | Chuyện tình làng hoa | Kim Ngọc |

#### Điện ảnh
| Năm  | Phim          | Vai diễn  |
| ---- | ------------- | --------- |
| 2024 | Án mạng lầu 4 | Đình Đình |

### Kịch
- Vọng ngoại
- Nhập vai xém nhập viện
- 52 Lá bài (Tôi yêu 52 lá)
- Ông là bà xã
- Vui như trẩy hội
- Cổ tích xứ Boom - vai công chúa Mắt Biếc (Nhạc kịch)

## Chương trình truyền hình
| Năm  | Chương trình                                | Vai trò                       | Kênh                               | Ghi chú | Chú thích                          |
| ---- | ------------------------------------------- | ----------------------------- | ---------------------------------- | --- | ---------------------------------- |
| 2009 | 2! Idol                                     | Khách mời                     | Yeah1TV                            | | [ 16 ]                             |
| 2011 | Thăm nhà người nổi tiếng                    | Khách mời                     | THVL1                              | | [ 16 ]                             |
| 2011 | Tìm bạn tâm giao                            | Khách mời                     | HTV7                               | | [ 17 ]                             |
| 2012 | Đọ sức âm nhạc                              | Người chơi                    | HTV7                               | |                                    |
| 2012 | Lữ khách 24h                                | Người chơi                    | HTV7                               | |                                    |
| 2012 | Về trường                                   | Khách mời                     | HTV7                               | |                                    |
| 2013 | 2! Idol                                     | Khách mời                     | Yeah1TV                            | |                                    |
| 2016 | Alo alo                                     | Khách mời                     | Yeah1TV                            | | [ 18 ]                             |
| 2016 | Ca sĩ giấu mặt                              | Ca sĩ                         | THVL                               | | [ 19 ]                             |
| 2016 | Giọng ải giọng ai                           | Ca sĩ                         | HTV7                               | | [ 20 ]                             |
| 2017 | Hát mãi ước mơ mùa 3                        | Giám khảo                     | HTV7                               | | [ 21 ]                             |
| 2018 | VStar TV                                    | Khách mời                     | VStar TV                           | | [ 22 ]                             |
| 2019 | Úm ba la ra chữ gì                          | Người chơi                    | VTV3                               | | [ 23 ]                             |
| 2020 | Thiên đường âm thực                         | Khách mời                     | HTV7                               | | [ 24 ]                             |
| 2020 | Vietnam International Fashion Festival 2020 | Người mẫu thời trang          |                                    | | [ 25 ]                             |
| 2020 | Ca sĩ bí ẩn                                 | Người chơi                    | HTV7                               | | [ 26 ]                             |
| 2020 | Ca sĩ ẩn danh                               | Ca sĩ bí ẩn                   | VTV3 HD                            | | [ 27 ]                             |
| 2021 | Lạ lắm à nha                                | Nhân vật bí ẩn                | VTV3 HD                            | | [ 28 ]                             |
| 2021 | Vang bóng một thời                          | Ca sĩ                         | THVL1                              | | [ 29 ]                             |
| 2021 | Bữa ngon nhớ đời                            | Khách mời                     | HTV7                               | | [ 30 ]                             |
| 2021 | Ký ức vui vẻ                                | Khách mời                     | VTV3                               | | [ 31 ]                             |
| 2022 | Thời tới rồi                                | Người chơi                    | HTV7                               | | [ 32 ]                             |
| 2022 | The Khang's show                            | Khách mời                     | Youtube: NguyenKhangOfficial       | | [ 33 ]                             |
| 2022 | Đấu trường âm nhạc                          | Đội trưởng                    | THVL1                              | | [ 31 ]                             |
| 2022 | Gương mặt thân quen nhí                     | Giám khảo                     | VTV3                               | | [ 34 ]                             |
| 2022 | Vẫn hát lời tình yêu                        | Ca sĩ                         | THVL1                              | | [ 35 ]                             |
| 2022 | Ca sĩ mặt nạ                                | Ca sĩ mặt nạ (vai Kim Sa Ngư) | HTV2 - Vie Channel và Vie Giải Trí | Các bài hát "Xem như em chẳng may" (tập 1), "Sao cha không" (tập 4), "Tuổi mộng mơ", "Em vẫn tin vào tình yêu ấy" (tập 7) | [ 36 ] [ 37 ] [ 38 ] [ 39 ] [ 40 ] |
| 2022 | Ngôi sao 30s                                | Huấn luyện viên               | FPT Play                           | | [ 8 ]                              |
| 2022 | Bài hát hay nhất - Big song big deal        | Giám khảo                     | VTV3                               | |                                    |
| 2024 | Bài hát của chúng ta                        | Thí sinh                      | VTV3                               | | [ 41 ]                             |

- Và nhiều chương trình khác